# Stephen Hodge

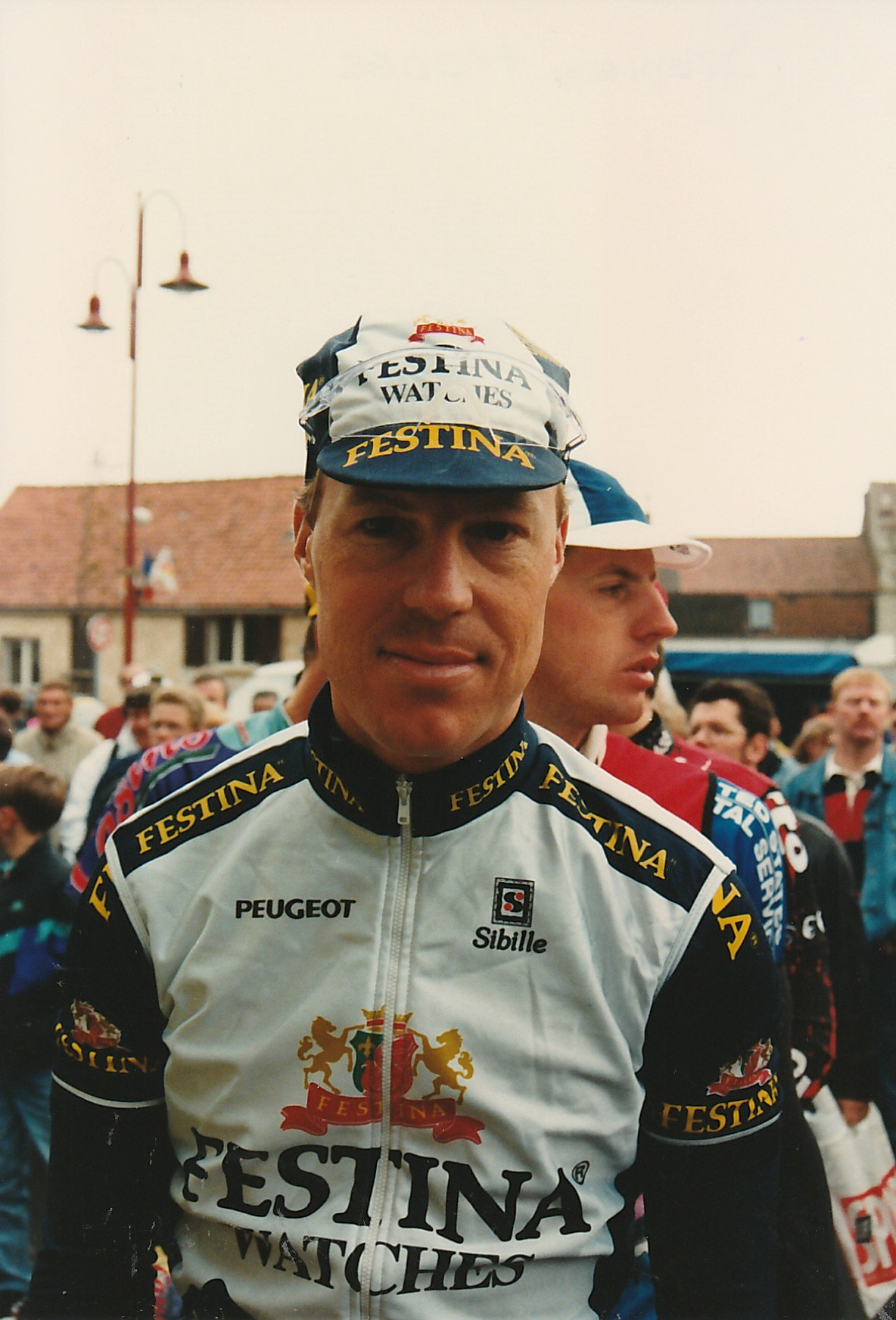
Stephen Hodge

Stephen Hodge (* 18. Juli 1961 in Adelaide) ist ein ehemaliger australischer Radrennfahrer.

## Sportliche Laufbahn
Als Amateur gewann er 1984 eine Etappe im Commonwealth Bank Cycle Classic. 1985 wurde er Dritter im Etappenrennen Grand Prix Guillaume Tell, 1986 belegte er den 2. Rang im Grand Prix Lugano. Er gewann den Giro del Mendrisiotto 1986. Bei den UCI-Straßen-Weltmeisterschaften der Amateure 1985 wurde er 18. und damit bester Australier.
Von 1987 bis 1996 war er als Berufsfahrer aktiv. Er begann seine professionelle Laufbahn im Radsportteam Kas. Mit dem Sieg im Grand Prix Impanis-Van Petegem hatte er einen ersten Erfolg als Profi. 1989 wurde er in seiner Heimat Zweiter der Gesamtwertung der Herald Sun Tour. 1990 siegte er im Rennen Clásica a los Puertos de Guadarrama. In der Tour de Romandie gewann er 1991 eine Etappe und wurde Vierter der Rundfahrt. In Australien siegte er in der Alpine Tour.
Den Giro del Trentino beendete er auf dem 3. Platz. Im Critérium International 1992 gewann er eine Etappe, im Giro dell’Emilia wurde er Dritter. 1993 wurde er Zweiter im Einzelzeitfahren Grand Prix des Nations hinter Armand de Las Cuevas und siegte im Memorial Manuel Galera. In der Herald Sun Tour 1994 war er auf einem Tagesabschnitt erfolgreich, 1996 auf einem Abschnitt der Troféu Joaquim Agostinho und in der Tour of Tasmania.
Hodge war Teilnehmer der Olympischen Sommerspiele 1996 in Atlanta. Im olympischen Straßenrennen wurde 96., im Einzelzeitfahren belegte er den 23. Platz.
Hodge fuhr alle Grand Tours. Die Tour de France fuhr er sechsmal und beendete jede Rundfahrt. 1990 war der 34. Platz sein bestes Resultat in der Gesamtwertung. Im Giro d’Italia, den er viermal fuhr, wurde er 1990 19. Die Vuelta a España bestritt er viermal, 1992 wurde er 26. und erreichte damit sein bestes Ergebnis. Er bestritt 26 der Rennen der Monumente des Radsports und beendete alle Rennen. Der 10. Platz in der Lombardei-Rundfahrt 1992 war dabei sein bestes Ergebnis.